# Мирза Карим
Мирза Карим (азерб. Mirzə Kərim; ум. 1894, Дербент, Дагестанская область, Российская империя) — азербайджанский поэт XIX века лезгинского происхождения.

## Биография
Мирза Карим родился в начале XIX века в селении Штул Кюринского округа в семье человека по имени Исрафил. По вероисповеданию был мусульманином-шиитом. Начальник округа Солтан Ахмед-бек назначил Мирза Карима своим переводчиком, так как тот хорошо знал азербайджанский и персидский языки. Мирза Карим сопровождает полковника во всех походах. После поражения движения горцев под предводительством Имама Шамиля, Солтан Ахмед-бек выходит в отставку и основывается в Дербенте. Он приглашает и семью поэта в город. В 1860 году Исрафил со своей семьей переезжает в Дербент. В том же году Солтан Ахмед-бек заканчивает жизнь самоубийством, в чем обвиняют Мирза Карима и высылают его в Сибирь. Здесь поэт изучает русский язык и знакомится с русской культурой. После возвращения из ссылки Мирза Карим был назначен в Дербенте квартальным начальником. Скончался поэт в 1894 году в Дербенте.

## Творчество
Мирза Карим писал свои стихи в основном в классическом стиле под псевдонимом «Шуаи». Мотив его стихотворения «Şikayət» («Жалоба») традиционен. Жестокость, неверность возлюбленной осуждается лирическим героем. Он также писал газели. В другом стихотворение поэта «Bahar çağında» («Во время весны») воспевается весна и природа:

Весной на сад посмотри,

Поднявшись на гору посмотри,

Взглянув по сторонам, удивишься.

Так прекрасен этот сад.
Оригинальный текст (азерб.)

Mövsimi-şirətdə gəlib bağa bax,

Səhni-çəmənzara çıxıb dağa bax,

Bəngi-qəlahü-zəhənü zağa bax,

Gör nə təravətdir o yaylaxda.